# Wereldkaart

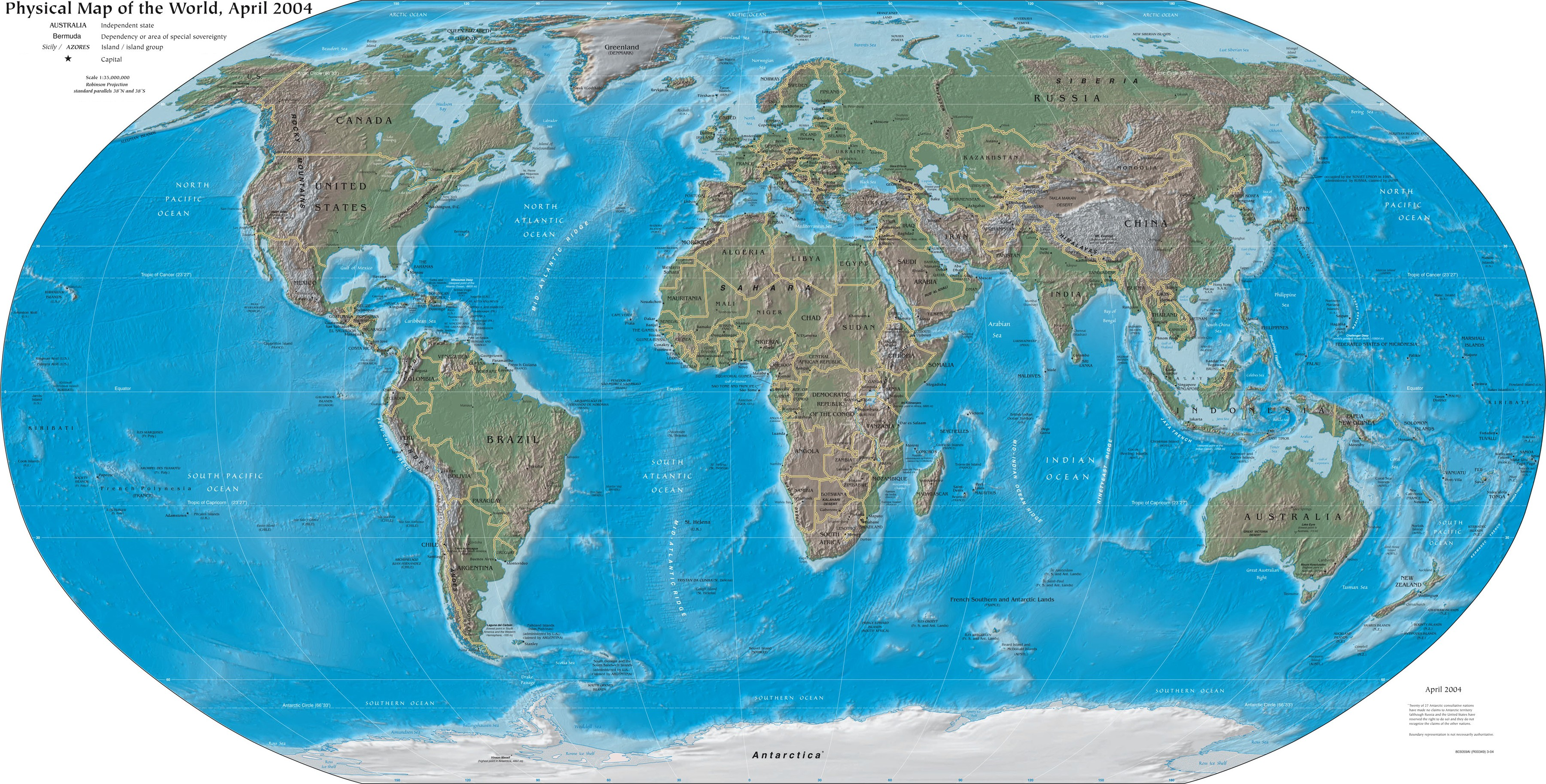
Fysische wereldkaart (2004) met de staatsgrenzen, de hoofdsteden en de voornaamste geologische aanduidingen.

Een wereldkaart is een kaart van het oppervlak van de aarde, die in verschillende projecties kan voorkomen. In ieder geval worden land en water onderscheiden.
Wereldkaarten worden meestal politiek of fysisch ingedeeld. Het belangrijkste doel van een politieke wereldkaart is om de staatkundige grenzen te tonen. Het doel van de fysische wereldkaart is om de aardrijkskundige eigenschappen van het aardoppervlak tentoon te spreiden, zoals bergen, rivieren, woestijnen en eilanden. Geologische kaarten tonen niet enkel en alleen de oppervlakte, maar ook de onderliggende gesteentelagen, geologische formaties en vulkanen.

## Kaartprojecties
Bij een wereldkaart heeft de keuze van de projectie een grotere invloed op het totaalbeeld dan bij een kaart van een kleiner gebied.
Bij sommige projecties kan maar één halfrond worden afgebeeld. Bij andere kan van de poolgebieden maar een deel worden weergegeven, en worden die voor zover ze erop staan sterk vergroot weergegeven. Een wereldkaart geeft zelden een goed overzicht van de poolgebieden. Soms zijn er bijkaartjes voor de poolgebieden, die dat overzicht wel bieden (zie het voorbeeld onderaan).
Voor het overzicht van de Grote Oceaan zijn veel wereldkaarten minder geschikt, omdat de linker- en rechterrand van de kaart die op elkaar aansluiten daar vaak doorheen loopt. Naast de linker- en rechterrand van de kaart en de al genoemde poolgebieden zijn er soms nog extra discontinuïteiten, waar het kaartbeeld ook ergens anders verdergaat, zoals bij de Projectie van Goode. Die worden dan aangebracht in oceanen, waar ze voor veel doeleinden het minst storend zijn. Ook hier geldt dat voor het overzicht van de betreffende oceaan zo'n projectie minder geschikt is.
Veelvoorkomende kaartprojecties zijn:
- Mercatorprojectie
- Kegelprojectie
- Cilinderprojectie
- Mollweideprojectie
- Projectie van Bonne
- Equidistante azimutale projectie
- Projectie van Goode

## Galerij

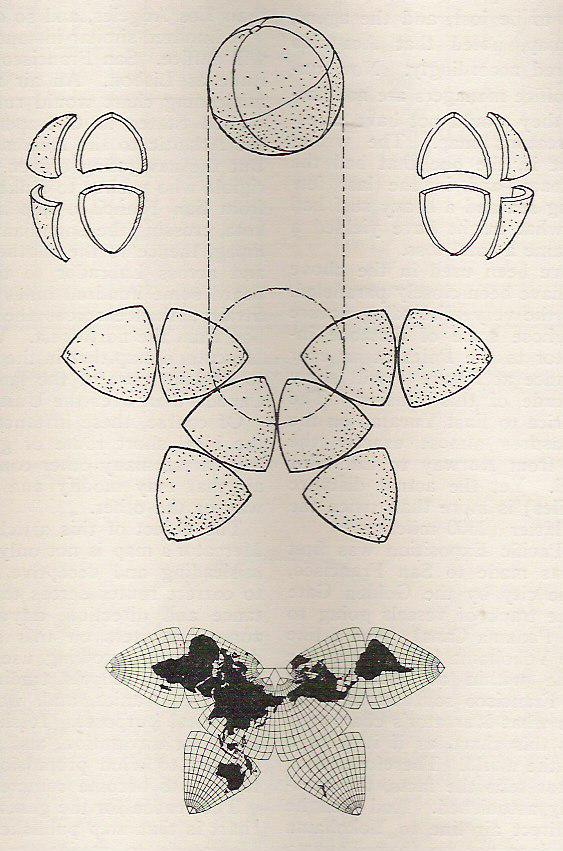
Kaart van Bernard J.S. Cahill uit 1909.
Hoogtekaart van de wereld.
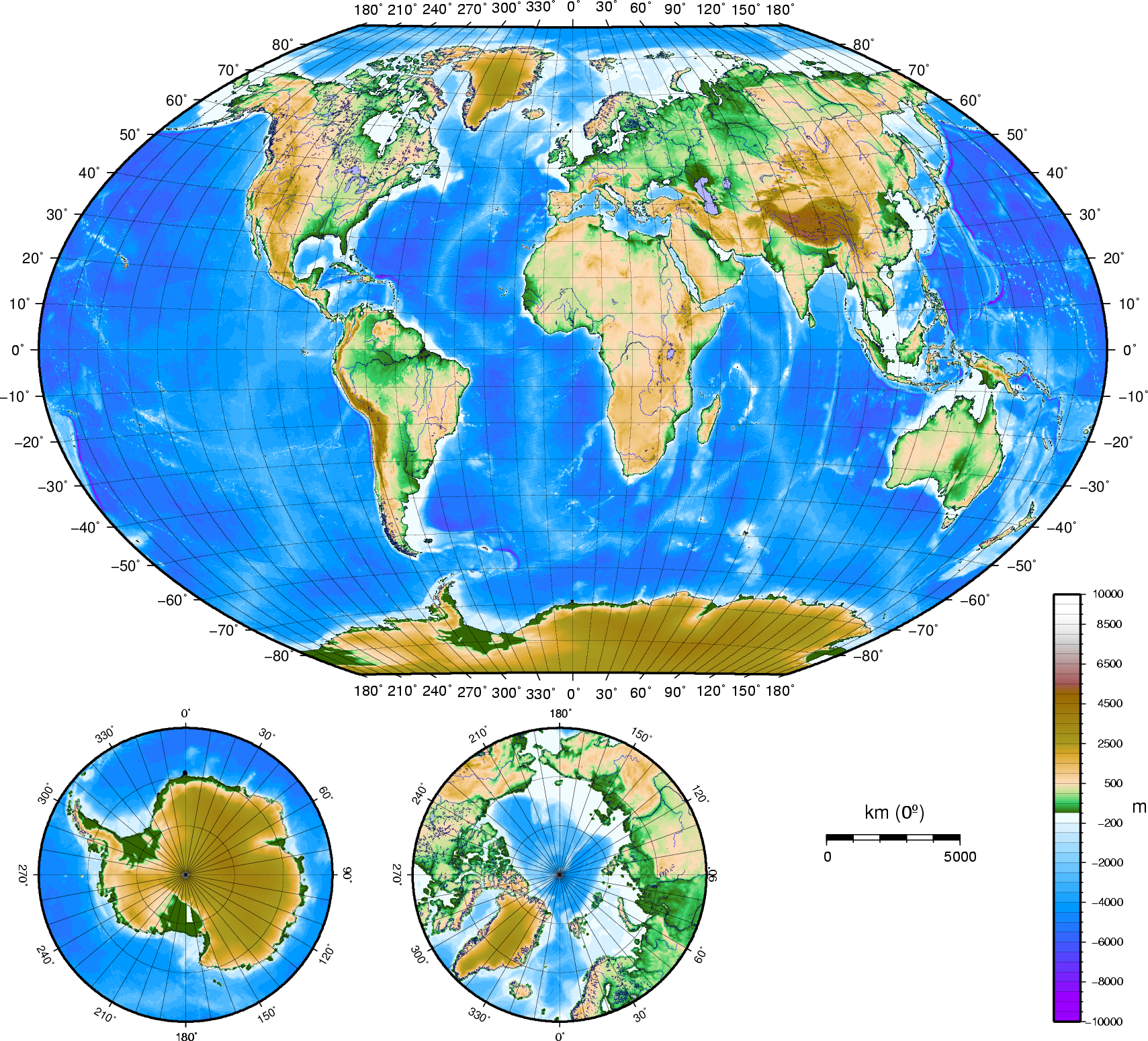
Topografische kaart van de wereld.
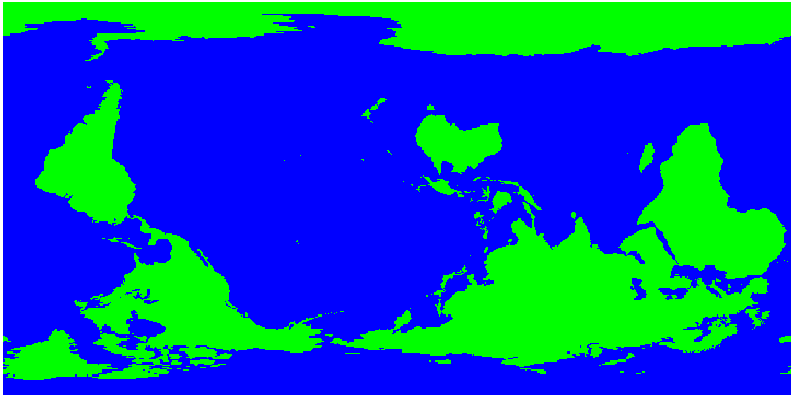
Omgekeerde kaart (het noorden ligt onderaan).
Politieke kaart van de wereld.
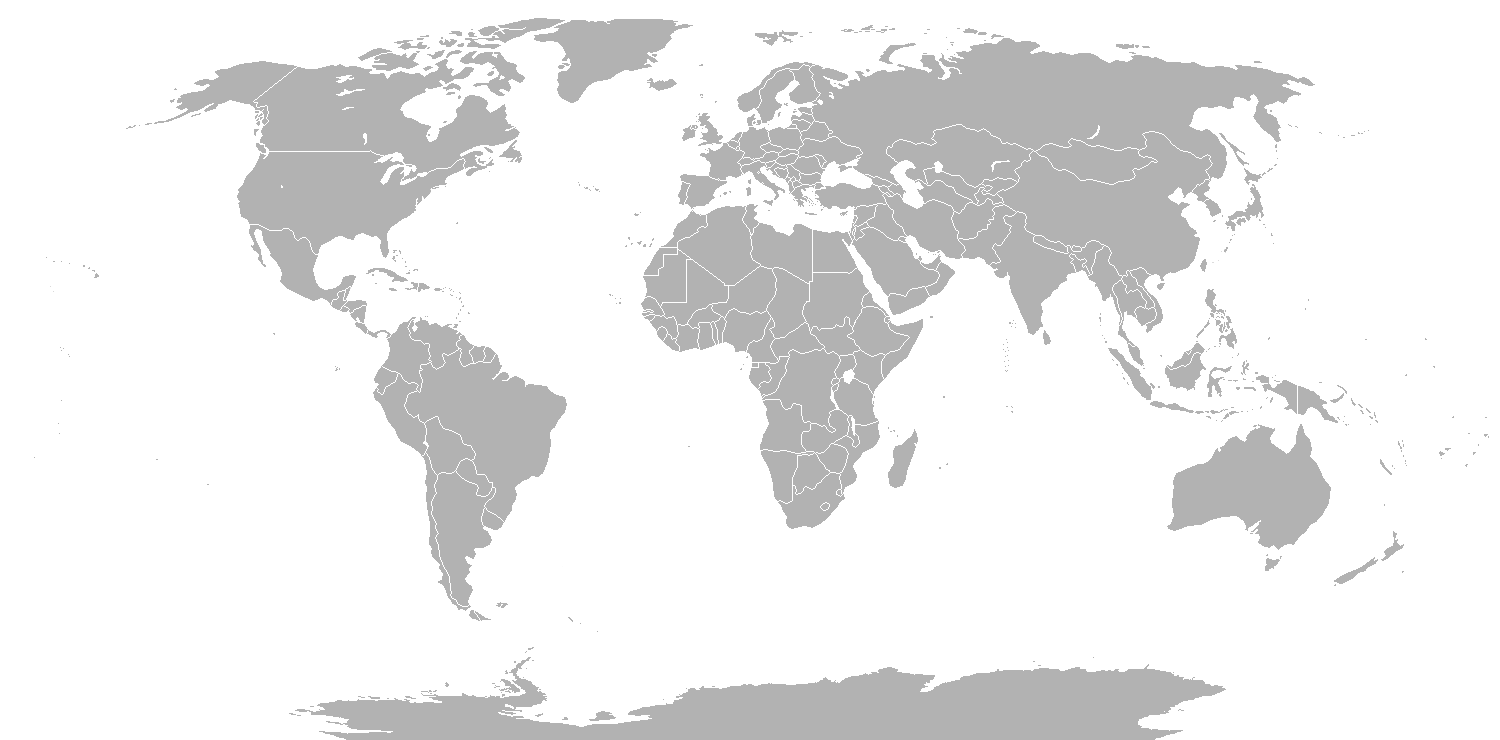
Lege politieke kaart van de wereld.
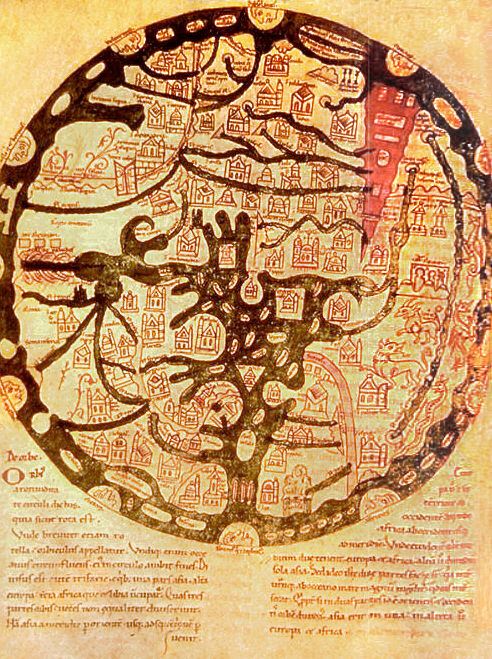
Vroegmiddeleeuwse wereldkaart (mappa mundi) van Isidorus van Sevilla
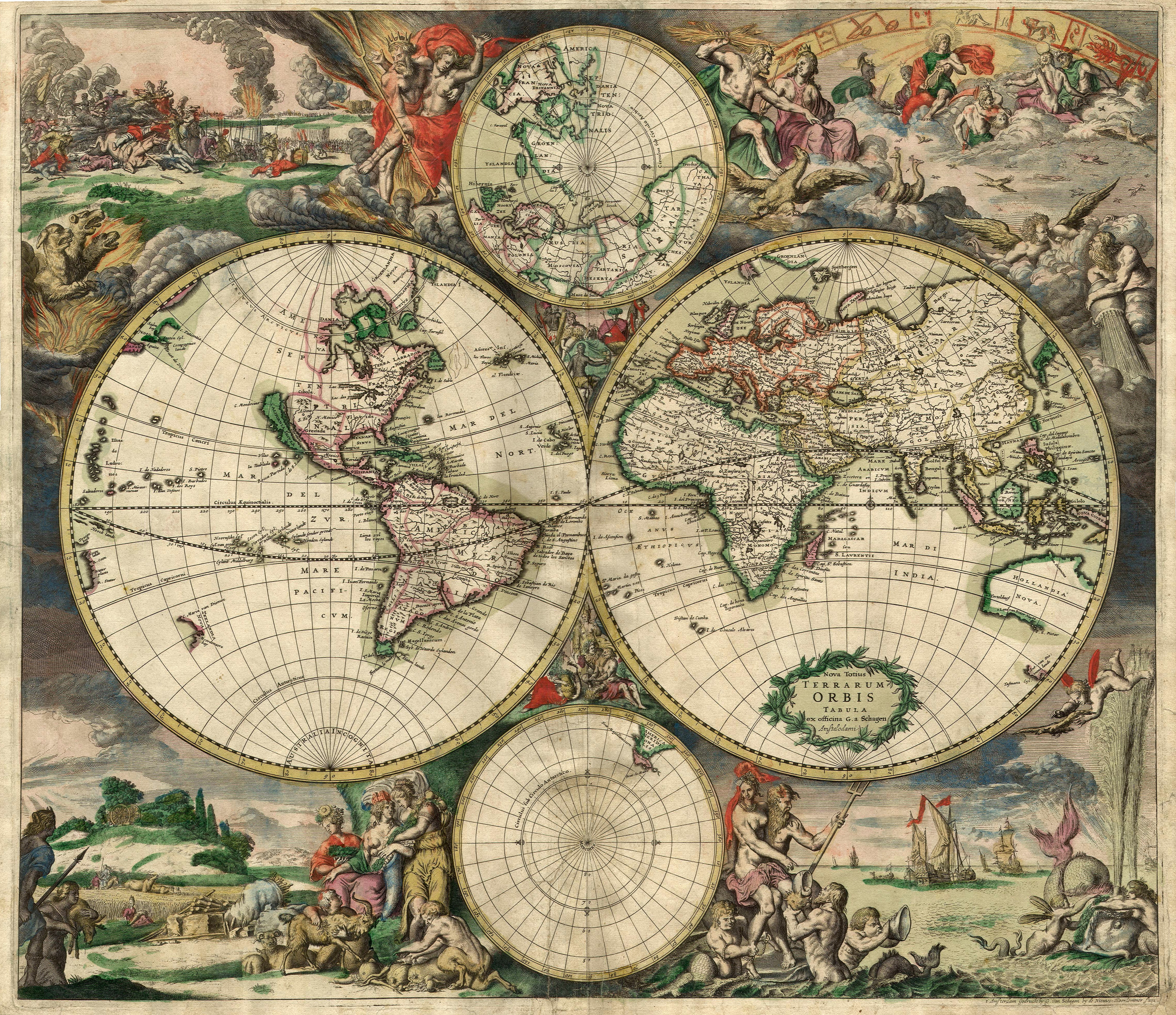
Wereldkaart uit Amsterdam (1689).
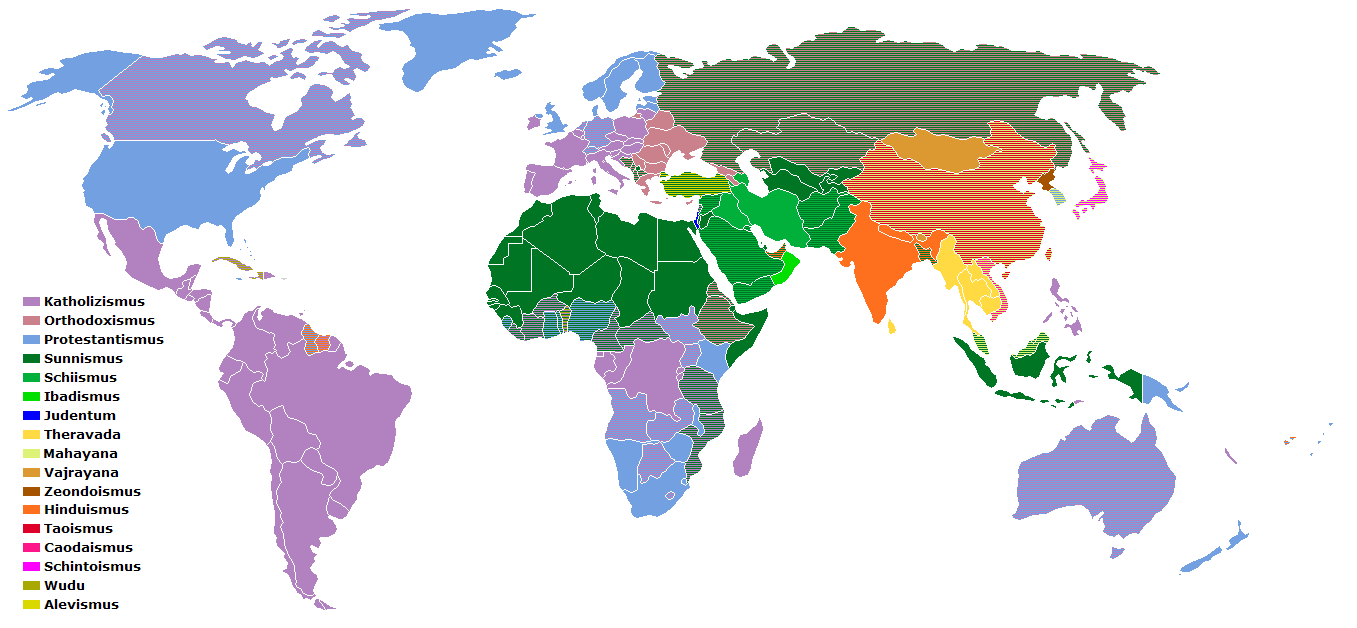
Wereldkaart met de wereldreligies.
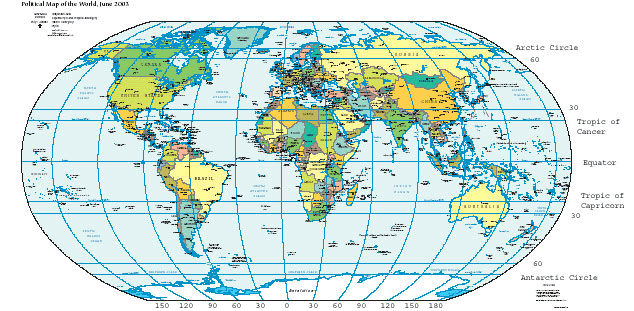
Wereldkaart met extra duidelijke geografische coördinaten.